# Kurt Herlth
Kurt Herlth (* 24. Februar 1896 in Wriezen; † 17. Juli 1966 in Berlin; gebürtig Kurt Otto Albert Herlth) war ein deutscher Szenenbildner.

## Leben
Der jüngere Bruder des Szenenbildners Robert Herlth studierte Architektur an der Technischen Hochschule Berlin und arbeitete zunächst als Hochbau-Ingenieur in Berlin.
Durch Vermittlung seines Bruders gelangte auch er zum Film und wurde nach kurzer Assistenzzeit dem erfahrenen Werner Schlichting zur Seite gestellt. Bis 1941 arbeitete Herlth an der Seite Schlichtings, danach mit unterschiedlichen Co-Architekten, darunter auch sein Bruder Robert Herlth.
Nach dem Zweiten Weltkrieg stand er anfangs in den Diensten der DEFA. Ab 1952 war er für westdeutsche Filmfirmen tätig, unter anderem mit den Regisseuren Kurt Hoffmann und Harald Braun.

## Filmografie
| - 1934: Mein Herz ruft nach dir - 1935: Viktoria - 1935: UFA-Märchen - 1936: Die Leuchter des Kaisers - 1936: Allotria - 1936: Burgtheater - 1937: Ritt in die Freiheit - 1937: Kapriolen - 1938: Du und ich - 1938: Das Mädchen mit dem guten Ruf - 1938: Du und ich - 1939: Bel Ami - 1939: Mutterliebe - 1939: Ich bin Sebastian Ott - 1940: Der Postmeister - 1940: Operette - 1940: Ein Leben lang - 1941: Dreimal Hochzeit - 1942: Schicksal - 1942: Andreas Schlüter - 1943: Ein Mann mit Grundsätzen? - 1943: Wenn die Sonne wieder scheint - 1944: Melusine - 1947: Ehe im Schatten - 1947: Kein Platz für Liebe - 1948: Friedolins Heimkehr | - 1949: … und wenn’s nur einer wär’ … - 1949: Mordprozess Dr. Jordan - 1949: Artistenblut - 1949: Träum’ nicht, Annette! - 1950: Die lustigen Weiber von Windsor - 1950: Es begann um Mitternacht - 1951: Frauenschicksale - 1952: Im weißen Rößl - 1952: Roman einer jungen Ehe - 1952: Der große Zapfenstreich - 1953: Hokuspokus - 1953: Die Kaiserin von China - 1954: Das fliegende Klassenzimmer - 1954: Der letzte Sommer - 1955: Frauen um Richard Wagner - 1955: Die Drei von der Tankstelle - 1955: Solang’ es hübsche Mädchen gibt - 1955: Der letzte Mann - 1956: Regine - 1956: Heiße Ernte - 1957: Die Letzten werden die Ersten sein - 1957: … und führe uns nicht in Versuchung - 1958: Das Wirtshaus im Spessart - 1959: Lockvogel der Nacht - 1959: Buddenbrooks - 1960: Eine Frau fürs ganze Leben - 1962: Mit Musik kommt alles wieder - 1993: Millionär für 3 Tage |